# حمیدآباد (شوش)
حمیدآباد (شوش)، روستایی از توابع بخش مرکزی شهرستان شوش در استان خوزستان ایران است.

## مردم
مردم این روستا به لری سخن می گویند و لرتبار از ایل سکوند می باشند.

## جمعیت
این روستا در دهستان حسین‌آباد (شوش) قرار دارد و براساس سرشماری مرکز آمار ایران در سال ۱۳۸۵، جمعیت آن ۵۷۳ نفر (۱۰۹خانوار) بوده‌است.